# Ivan Tcherniakhovski
Ivan Danilovich Tcherniakhovski (em russo:  Ива́н Дани́лович Черняхо́вский; Oksanina, Uman, Império Russo, 29 de junho de 1906 - Pieniężno, Polônia, 18 de fevereiro de 1945) foi o mais jovem general soviético, duas vezes Herói da União Soviética e comandante da Terceira Frente Bielorrussa. Ele morreu aos 38 anos, de feridas que lhe foram inflingidas nos arredores de Königsberg, durante a Segunda Guerra Mundial.

## Juventude e início de carreira
Ivan Tcherniakhovski nasceu em 1906 em uma família provavelmente de origens judaicas. Seu pai era um agente ferroviário que morreu de tifo quando seu filho tinha nove anos. O jovem Tcherniakhovski seguiu a mesma carreira do pai, até se juntar ao Exército Vermelho em 1924. Em 1928 ele terminou a escola oficial em Kiev, e, devido às oportunidades pré-guerra criadas pelo Grande Expurgo entre 1937 e 1938, ele rapidamente subiu nos quadros militares. Em 1938 ele se tornou comandante da 9ª Brigada de Tanques Leve, e em março de 1941 ele se tornou o comandante da 28ª Divisão de Tanques do Distrito Militar do Báltico. Ja durante a Segunda Guerra Mundial, em junho de 1942 ele foi promovido a comandante do 18º Corpo de Tanques, defendendo Voronej, e apenas um mês depois assumiu o comando do 60º Exército.

## Kursk (1943)
Em 8 de fevereiro de 1943, elementos do 60º Exército de Tcherniakhovski içaram uma vitoriosa Bandeira Vermelha sobre a cidade de Kursk, depois de um rápido avanço para a cidade vindo de Voronej, que fora retomada duas semanas antes.

## Batalhas na Bielorrússia (1944)
A Operação Bagration foi lançada após um intervalo de quatro meses, devido ao degelo da primavera. Os soviéticos lançaram seu ataque em 22 de junho em quatro frentes, com 146 divisões de infantaria e 43 divisões blindadas. A Primeira Frente Báltica do general Hovhannes Bagramian, e a Terceira Frente Bielorrussa, do general Tcherniakhovski atacaram o norte e o sul de Vitebsk e tomaram a cidade em 27 de junho. A ala esquerda das forças de Tcherniakhovski tomou então Orsha, e isso possibilitou que a auto-estrada Moscou - Minsk fosse usada para ameaçar a retaguarda alemã. No mesmo dia, ao sul, a Segunda Frente Bielorrussa do General Zakharov, localizada ao norte dos pântanos de Pripet, destruiu uma força de 33.000 homens em Babruisk. O exército de Tcherniakhovski dirigiu-se então para Minsk. Em 2 de julho, suas forças móveis chegaram a Stolbtsi, a 40 quilômetros da cidade. Os tanques do general Pável Rotmistrov entraram em Minsk em 3 de julho, e 50.000 alemães foram feitos prisioneiros.
A ofensiva avançou para Baranavichi (8 de julho) e para Hrodna (13 de julho). No sul, Rokossovski tomou os pântanos de Pripet, conquistando Pinsk e Kovel em 5 de julho. No norte, Bagramian voltou-se para os Estados Bálticos e tomou Vilnius, na Lituânia, e Daugavpils, na Letônia, em 13 de julho. Isso dividiu o Grupo de Exércitos Norte em dois (Prússia Oriental e os Estados Bálticos). Os soviéticos chegaram na fronteira polonesa dentro de 24 dias e aprisionaram 158.000 homens, 2.000 tanques, 10.000 armas e 57.000 veículos motorizados. Eles também alegaram ter matado 381.000 alemães. Foi uma derrota retumbante para os alemães, e Hitler demitiu Ernst Busch do comando do Grupo de Exércitos Centro, substituindo-o por Walter Model. Os soviéticos varreram os alemães da Bielorrússia até meados de julho de 1944, e usaram sua vantagem atacando a Polônia. No norte, os generais Tcherniakhovski e Zakharov juntaram-se para tomar Białystok no dia 18 de julho.

### Detenção da resistência anti-nazi polaca em Vilnius
17 de julho de 1944, como parte de uma operação secreta destinada a desarmar a Armia Krajowa (AK), Tcherniakhovski, juntamente com o general Ivan Serov, enviado pelo NKVD, manteve conversações com a liderança do ramo da AK em Vilnius. Sob falsos pretextos de discutir a luta contra os nazistas, os oficiais da resistência polonesa foram convidados para uma reunião na sede da Frente Popular da Bielorrússia. A reunião contou com a presença dos oficiais da resistência polaca, tenente-coronel Aleksander Krzyżanowski, nome de guerra "Wolf" e o Chefe do Estado Maior, major Teodor Cetys, codinome "Fama". Ambos foram imediatamente desarmados e presos. No mesmo dia, na aldeia de Bogusze, uma reunião semelhante foi anunciada com comandantes de outras unidades partisans polonesas, na presença de Krzyżanowski e Tcherniakhovski. No entanto, a reunião terminou com o desarmamento e prisão dos oficiais poloneses pelo NKVD. Neste período, até 8.000 combatentes da resistência polonesa foram presos. Eles foram enviados para o exército soviético, para o gulag ou executados.

## Alemanha (1944 e 1945)
No verão de 1944, o general Tcherniakhovski passou a pressionar os alemães em casa, na Prússia Oriental. Sua Terceira Frente Bielorrussa atravessou o rio Neman, tomando Kaunas em 1º de agosto, e atacou a fronteira leste da Prússia Oriental. A investida do centro tomou Suwalki em 26 de julho, e o general Bagramian ocupou a junção de Tukums no Golfo de Riga.
Antes de sua morte em 1945, Tcherniakhovski lançou a ofensiva soviética da Prússia Oriental, contra a dura resistência do 3º Exército Panzer. Essa operação era parte do avanço soviético rumo a Berlim. Juntamente com a Frente Bielorrussa do Marechal Konstantin Rokossovski, que atacou a Prússia Oriental pelo sul e depois seguiu para noroeste na direção da costa báltica em torno de Danzig, a Terceira Frente Bielorrussa, comandada pelo General Tcherniakhovski, foi ordenada a atacar a partir de Königsberg, embora isso significasse jogar seus exércitos contra a pesada defesa alemã. Essas duas frentes reuniram 1.670.000 homens com 28.360 bocas de fogo pesadas e 3.300 tanques.
A frente do marechal Rokossovski fez contato com as forças do marechal Júkov em Grudziadz e eles seguiram para o norte, em direção a Danzig, para cortar a Prússia Oriental. Mais de 500.000 alemães foram apanhados no bolsão criado pelo cerco, mas muitos foram evacuados. Em 10 de fevereiro, Rokossovski chegou à costa perto de Elbing e a Prússia Oriental viu-se sitiada pelo sul e pelo leste pela Terceira Frente Bielorrussa. De janeiro de 1945 até 18 de fevereiro de 1945, Tcherniakhovski foi o comandante supremo soviético na Prússia Oriental.
Em 1 de fevereiro Tcherniakhovski dividiu o bolsão atacando entre Elbing e Königsberg. Pouco mais de duas semanas depois, em 18 de fevereiro, Tcherniakhovski, o mais jovem comandante de frente da Segunda Guerra Mundial, foi morto por fragmentos de artilharia enquanto inspecionava os preparativos para uma ofensiva.

## Legado
Tcherniakhovski foi enterrado em Vilnius, na Lituânia, perto de uma praça batizada em sua homenagem. Depois que a Lituânia declarou sua independência da União Soviética, em 1990, e após a dissolução da própria União Soviética, em 1991, os restos de Tcherniakhovski foram enterrados no Cemitério Novodevichi em Moscou, em 1992. Um monumento a Tcherniakhovski, removido pelas autoridades de Vilnius, foi transferido para a cidade russa de Voronej, que foi defendida no outono de 1942 e libertada em janeiro de 1943 pelo 60º Exército sob seu comando.
Após a Segunda Guerra Mundial, quando a União Soviética, devido ao Acordo de Potsdam, anexou o norte da Prússia Oriental e expulsou os alemães, a cidade de Insterburg foi renomeada Tcherniakhovski em sua homenagem.
Em setembro de 2015, uma estátua de Tcherniakhovski erguida após a guerra em Pieniężno, na Polônia, perto de onde ele foi morto, foi removida pelas autoridades polonesas locais, provocando protestos do governo russo.

## Promoções ao longo da carreira
- Major general, 5 de maio de 1942
- Tenente-general, 14 de fevereiro de 1943
- Coronel geral, Março de 1944
- General de exército, 26 de junho de 1944

## Condecorações
- Herói da União Soviética (17 de outubro de 1943, 29 de julho de 1944)
- Ordem de Lenin (17 de outubro de 1943)

- Ordem do Estandarte Vermelho, quatro vezes (16 de janeiro de 1942, 3 de maio de 1942, 4 de fevereiro de 1943, 3 de novembro de 1944)
- Ordem de Suvorov, 1ª classe, duas vezes (8 de fevereiro de 1943, 11 de setembro de 1943)
- Ordem de Kutuzov, 1ª classe (29 de maio de 1944)
- Ordem de Bogdan Khmelnitski, 1ª classe (10 de janeiro de 1944)